# تاریخ فارس در دوره قاجاریه
تاریخ فارس در دورهٔ حکومت قاجاریه (۱۹۲۱-۱۷۹۴) پر است از رویدادهای گوناگون: حکومت ۱۲ شاهزادهٔ قاجاری، سلطهٔ بریتانیا بر خلیج فارس که خود تأثیر زیادی بر فارس گذاشت، گشایش کانال سوئز که باعث سرازیر شدن کالاها به بندرهای فارس شد، تشکیل یک گروه دوگانه از ایل قشقایی و قبیله‌های هم‌پیمان، ادامهٔ خودمختاری محلی خان‌ها و زمین‌داران بانفوذ، استقلال نسبی بزرگان قوم فارس، افزایش نقش علمای دینی در سیاست استان‌ها، ناآرامی‌های شهری که با ناآرامی‌های اقوام همراه شد و باعث بی‌نظمی در استان شد.

## فرماندارها و وزیران در مقابل خان‌ها و کلانترها
سطح مدیریت استانی در دورهٔ قاجار به دو بخش جایگاه‌های موقت و جایگاه‌های همیشگی تقسیم می‌شد.
- گروه اول شامل سرفرماندارها و وزیران می‌شد، آن‌ها نمایندگان شاه و دولت مرکزی بودند که از تهران انتخاب می‌شدند و به صورت کوتاه‌مدت از چند ماه تا چند سال خدمت می‌کردند. (جدول ۱) سرفرماندار معمولاً در جایگاه فرماندهٔ ارتش استان خدمت می‌کرد و وزیر در درجهٔ اول سرپرست امور خراج استان بود.
- گروه دوم شامل سرپرستان محلی می‌شد که معمولاً به صورت موروثی (نسل به نسل) و همیشگی بود، مانند خان‌های یک طایفه، فرمانداران یک شهرستان یا «حاکم»، جانشین فرماندار بخش یا «نایب الحکومه» یا «کلانتر».

یکی از جایگاه‌های اساسی و مهم محلی، کلانتر یا ناظر بر تعدادی از کدخداهای روستاها، بزرگان طایفه‌ها، محله‌ها و صنف‌ها بود. پایه‌های قدرت سیاسی این رئیسان محلی در داشتن زمین، توان نظامی و موقعیت رسمی در حکومت یا ترکیبی از این موارد بود. البته در بیشتر موارد داشتن توان نظامی و موقعیت اداری در حکومت، خود باعث بدست آوردن زمین می‌شد؛ اغلب زمین‌داران بدون توان سیاسی داراییشان را به کسی که دارای موقعیت اداری و سرپرستی یک طایفه بود می‌باختند. (برای روشن شدن مطلب، نگاه کنید به: لامبون، قائم مقامی، ص ۲۹-۱۱۶)
تا زمانی که خان‌های اقوام و کلانترها به شاه وفادارند و از فرمان‌های وزیران و سرفرمانداران انتخاب شده از سوی شاه پیروی می‌کنند می‌توانند در کارهای محلی خود استقلال کامل داشته باشند و در امور سیاسی استان تصمیم‌های کلیدی بگیرند. این مطلب بیشتر دربارهٔ ایل‌های بزرگی چون ایل قشقایی و اقوام متحد پنجگانه معروف به ایل خمسه مطرح بود.
گروه دیگری که در سلسله مراتب سیاسی استان‌ها جایگاهی داشتند، گروه ثروتمندان (تاجران) بودند این گروه با استفاده از اتحاد بازار و روحانیت جنبش‌های سرشناسی را علیه حکومت و دولت‌مردان به راه انداختند (اشرف ۱۹۸۸).

## شاهزاده – فرماندار
آغا محمدخان و فتحعلی شاه شیوهٔ حکومت سلجوقیان را که در آن باید حکومت به یکی از افراد خانوادهٔ شاهنشاهی (کسی با خون شاهی) واگذار شود، دوباره زنده کردند؛ به همین دلیل در بیشتر دورهٔ قاجار حکومت فارس به «شاهزاده – فرمانداران» سپرده می‌شد تا مدیریت کارهای استان را به کمک یک وزیر به عهده بگیرند. پس از سرنگونی حکومت زندیه و رسیدن قدرت به ایل قاجار در دههٔ ۱۷۹۰ آغا محمدخان پایتخت را از شیراز به تهران منتقل کرد و در ژانویهٔ ۱۷۹۵ حکومت فارس و کرمان را به برادرزاده‌اش «خان بابا خان جهانبانی» (فتحعلی شاه) سپرد. او تا سال ۱۷۹۷ که آغا محمدخان کشته شد سرپرست فارس و کرمان بود، پس از آن بابا خان برای تخت پادشاهی به تهران آمد. (هدایت، روضة الصفا ۴، ص ۶۱-۲۶۰، ۷-۳۰۷، سپهر، جلد ۱، ص ۷۱) به انگلیسی 
فتحعلی شاه فرمانداری فارس را از سال ۱۷۹۷ تا ۱۷۹۸ به دو نفر از افراد برجستهٔ ایل قاجار و یک سال پس از آن به پسر ۹ ساله‌اش حسین‌علی‌میرزا سپرد و به او عنوان «فرمان‌فرما» داد. در این میان سراج علی خان نوایی نیز به عنوان رایزن و وزیر با فرمان‌فرما همراهی می‌کرد. حسین‌علی‌میرزا فرمانفرما بیش از ۳۶ سال، تا مرگ پدرش در فارس فرمانداری می‌کرد بعد از مرگ پدرش در سال ۱۸۳۴ ادعای پادشاهی کرد، سفارش کرد که در خطبه‌ها نام او را ببرند و بر روی سکه‌ها نام او را بزنند اما وقتی به تهران رسید پیش از او محمدشاه تخت پادشاهی را گرفته بود. محمدشاه برادرش فیروز میرزا را فرماندار فارس کرد و منوچهرخان معتمدالدوله را فرستاد تا استان را تصرف کند. پس از پیروزی نیروهای فیروز میرزا در فارس، شاه به او عنوان فرمان‌فرما داد. در طول ۱۳۰ سال حکومت ایل قاجار بر ایران بیش از ۳۰ فرماندار بر فارس حکومت کرد که ۱۰۰ از این دوره فرمانداری فارس به دست افرادی از خانوادهٔ شاهنشاهی بود

## وزیران فارس
تعدادی از وزیران فارس در اوایل دورهٔ قاجاریه که نامشان به جای مانده عبارتند از: سراج علی خان نوایی (۱۸۰۵-۱۷۹۹/۲۰-۱۲۱۴) (میلادی و هجری قمری)، محمد نبی خان (۹-۱۸۰۸/۲۴-۱۲۲۳)، میرزا یوسف اشرفی (۱۴-۱۸۰۹/۲۹-۱۲۲۴) وی بازار میرزا یوسف را در شیراز بنا کرد، محمد زکی خان نوری (۲۹-۱۸۲۳/۴۴-۱۳۳۸)، محمد علی خان مشیرالملک (به‌طور متناوب، ۴۶-۱۸۲۰/۶۲-۱۲۴۳) و پسرش ابوالحسن خان مشیرالملک (۷۶-۱۸۴۶/۹۳-۱۲۶۲) و میرزا فتحعلی خان صاحبِ دیوان (۸۸-۱۸۸۱/۱۳۰۵-۱۲۹۸) نگاه کنید به جدول ۴n۱
نزدیک نیم قرن خانوادهٔ مشیرالملک به عنوان وزیر در فارس خدمت کردند درحالی که هم‌زمان خاندان قشقایی و خانوادهٔ قوامی از بازیکنان اصلی در ساختار قدرت این استان بودند.
در این بازهٔ زمانی طولانی ابوالحسن خان مشیرالملک سه بنای مهم را در شیراز برجای گذاشت که این بناها عبارتند از مسجد مشیر، حسینیهٔ مشیر، و کاروانسرای مشیر؛ همچنین تعدادی کاروانسرا و پل در دیگر نقاط استان بنا نهاد.
ابوالحسن خان در سال ۱۸۷۶ به فرمان سرفرماندار جدید فارس، فرهاد میرزا معتمدالدوله، در حالی که مورد خشم قرار گرفته بود از کار برکنار شد.

## کلانترها و بیگلربیگی‌ها
دفتر شهردار (کلانتر یا بیگلربیگی) در مرکز استان (شیراز) مهم‌ترین نقش را در ساختار قدرت استانی در دورهٔ قاجار بازی می‌کرد.
آنجا محل ملاقات بزرگان صنف‌ها و مناطق بزرگ شهری بود. کلانتر مسئول اجرای قانون در شهر و جمع‌آوری خراج از ساکنان شهرها بود. دفتر کلانتر در شیراز به صورت موروثی محل خاندان قوام الملک بود. این خاندان از بازماندگان میرزا هاشم بود؛ که خود او گمان می‌رود در زمان نادرشاه افشار کلانتر نیمی از شهر بوده‌است (۱۷۵۴/۱۱۶۰). پسر میرزا هاشم، ابراهیم خان اعتماد الدوله به دفتر کلانتر شیراز و پس از آن فرماندار فارس راه یافت و در نهایت اولین وزیر اعظم قاجار شد (۱۸۰۱-۱۷۹۵/۱۲۱۵-۱۲۰۹). وی در سال ۱۸۰۱ اعدام شد. میرزا علی اکبرخان پسر اعتماد الدوله در سال ۱۸۱۱/۱۲۲۶ جایگاه کلانتری را پذیرفت؛ جایگاهی که تا پایان سرنگونی قاجار در خانوادهٔ آن‌ها باقی‌ماند. پس از آن وی عنوان قوام الملک را دریافت کرد، عنوانی که تا چهار نسل بر فرزندان او باقی‌ماند.

## خراج زیادی
کار اصلی فرمانداران و وزیران جمع‌آوری خراج تعیین شده بر درآمد مردم بود. آن‌ها این کار را به کمک خان‌ها و کلانترها انجام می‌دادند و آن را مستقیم به خزانهٔ شاه منتقل می‌کردند و بخشی از آن را برای ادارهٔ منطقهٔ خود هزینه می‌کردند. بعد از آذربایجان، فارس بیشترین میزان درآمد را در میان استان‌های سرزمین پارس (ایران) داشت برای نمونه در دههٔ آخر قرن ۱۹ و دههٔ اول قرن ۲۰ درآمد کل فارس ۶٫۷ میلیون قران بود که این رقم برابر با ۱۳٪ درآمد کل استان‌ها بود. تمایل شخصی فرمانداران بر این بود که تا آنجایی که می‌توانند از مردم خراج بگیرند. ناصرالدین شاه در طول دورهٔ پادشاهی خود (۹۶-۱۸۴۸) بیشترین فشار را بر مردم وارد کرد، در آن دوران به دلیل خالی بودن خزانه، شروع کردند به فروش جایگاه‌های فرمانداری، فرمانداران این پول را از تاجران قرض می‌گرفتند و پس از آن برای پرداخت بدهی‌هایشان بر مردم فشار می‌آوردند و از آن‌ها خراج زیادی می‌گرفتند. در طول دورهٔ قاجار متوسط دورهٔ یک فرماندار در زمان محمدشاه ۲٫۳ سال، در زمان ناصرالدین شاه تقریباً ۳ سال، مظفرالدین شاه تقریباً یک سال و کمتر از یک سال در دورهٔ مشروطه. این خراج برای کارهای غیرمعمول و بی‌فایده هزینه می‌شد که یک نمونه از این کار عنوان شعاع السلطان داشت  (جدول ۲)

## ستم و شورش
کشمکش‌های جناحی میان بخش شهری و بزرگان ایل‌ها هم‌زمان شد با نفوذ بیشتر علمای دینی در سیاست و نارضایتی‌هایی که در میان مردم به وجود آمده بود. در نتیجهٔ این مشکلات شورش‌هایی در میان مردم علیه فرمانداران و وزیران فارس صورت گرفت. پنج مورد از شورش بزرگ آن دوران عبارتند از:
در سال ۱۸۰۹/۱۲۲۴ علیه محمد نبی خان، در سال ۱۸۳۹/۱۲۵۵ علیه فریدون میرزا فرمان‌فرما، در سال ۱۸۴۸/۱۲۶۴ علیه حسین خان نظام الدوله، در سال ۱۸۹۲/۱۳۰۹ علیه سلطان اویس میرزا احتشامی الدوله، در سال ۱۹۰۵/۱۳۲۳ علیه ملک منصور میرزا شعاع السلطنه
منابع اطلاعاتی در دسترس که توسط سازمان‌های رسمی جمع‌آوری شده‌بود تنها شورش‌ها و ناآرامی‌های گسترده را گزارش می‌کردند و در برابر فشارهایی که از سوی مقام‌های رسمی بر مردم وارد می‌شد و اعتراض‌هایی که در مقابل از سوی افراد برجسته و مردم صورت می‌گرفت، سکوت می‌کردند. وقایع الاتّفاقیه تنها شاهد خبری در رویدادهای محلی بود که بوسیلهٔ یک گزارشگر بریتانیایی از شیراز اطلاعات بدست می‌آورد؛ بدین وسیله اطلاعات ارزشمندی از شورش‌ها و اعتراض‌های محلی در سه دههٔ آخر قرن ۱۹ جمع‌آوری شده‌است. (جدول ۳)
گزارش‌ها نشان می‌دهد که در طول ۳۰ سال از ۱۸۷۴ تا ۱۹۰۴ مردم فارس قربانی رفتارهای سرکوب‌گرانه‌ای بودند که از سوی عوامل دولتی بر آن‌ها تحمیل می‌شد مانند مالیات زیادی، توقیف دارایی‌های مردم، چپاول دارایی‌های عمومی، دخالت در امور خصوصی مردم و....
مردم فارس به ویژه ساکنان شیراز به کمک تدبیرهای برخی از افراد برجسته و حمایت علمای دینی توانستند اعتراض‌های گسترده‌ای را علیه فرمانداران آن دوران ترتیب دهند. برخی از این اعتراض‌ها بدون خشونت بودند، مانند تحصن در مکان‌های مقدس و برخی با خشونت همراه می‌شدند و به شورش‌های شهری تبدیل می‌گشتند. (جدول ۳) در این میان علمای دینی نقش مهمی را در «هدایت» و «حمایت» از جنبش‌های مردمی داشتند، گزارش‌ها نشان می‌دهد که آن‌ها در ۶۲ مورد از جنبش‌های مردمی همکاری کرده‌اند. این موارد به شکل قابل توجهی در دو دههٔ آخر حکومت قاجار افزایش یافته بود، در آن هنگام دولت مرکزی ضعیف شده بود و رهبران محلی استان‌ها توانسته بودند قدرت زیادی بدست آورند.

## تشکیل ایلات خمسه
تشکیل یک اتحادیهٔ ایلی به نام ایلات خمسه و رقابت پیوسته میان آن‌ها و ایل قشقایی یکی از بخش‌های مهم تاریخ فارس در نیمهٔ دوم قرن ۱۹ و اوایل قرن ۲۰ بود. در اوایل دورهٔ قاجار، قشقایی‌ها، ایلخانی‌ها و ایلبیگی‌ها از مدعیان اصلی قدرت در فارس بودند و در بیشتر موارد با خاندان قدرتمند قوامی در تنش بودند. در سال ۱۸۴۱ بارون دو بود (به فرانسوی: Baron de bode) (ص ۱۸۱) گفته‌است که در آن زمان «شیراز به وسیلهٔ دو رقیب دو نیم شده بود»؛ نیمی از آن زیر نظر محمد قلی‌خان ایلبیگی از قشقایی و نیم دیگر به دست علی‌اکبر خان قوام‌الملک، کلانتر شهر بود. ناصرالدین شاه در سال ۱۸۶۱ برای خنثی کردن قدرت قشقایی‌ها و ایجاد تعادل در منطقه، دستور داد تا یک اتحاد ایلی میان پنج ایل، زیر نظر علی‌محمد خان قوام‌الملک صورت پذیرد. این پنج ایل معروف به ایلات خمسه عبارت بودند از: ایل بهارلو، ایل باصری، ایل عرب، ایل اینانلو و ایل نفر
بعدها وضعیت این اتحادیه به دلیل درگیری‌ها و اختلافات مختلف بسیار پیچیده شد که از مهم‌ترین دلایل آن می‌توان به ناهمگنی قومی و زبانی اشاره کرد؛ زیرا که ایل باصری ٬فارس نژاد؛ ایل‌های بهارلو ٬اینانلو و نفر ٬ترک نژاد و اعراب خمسه ٬عرب نژاد بودند و همین تفاوت‌ها سرچشمهٔ اختلافات آن‌ها بود.
این درگیری‌ها عبارت بودند از: کشمکش‌های درونی میان زیر قبیله‌ها (تیره‌ها و طایفه‌ها) و خان‌های هم پیمان، فشار قبیله‌های بیرونی بر منطقه و بر استان‌های همسایه مانند ممسنی و بویراحمدی‌ها در شمال غرب و قبیله‌های کوچکتر کازرونی، لارستانی، برازجانی، دشتی و دشتستانی در غرب و جنوب، و بختیاری‌ها در مرز شمالی استان فارس.
براساس نوشته‌های وقایع الاتفاقیه در طول ۳۰ سال از ۱۸۷۴ تا ۱۹۰۴، استان فارس شاهد ناآرامی‌های قبیله‌ای بسیاری بود، شامل ۹۱ مورد جنگ میان‌قبیله‌ای، ۳۲ مورد طغیان قبیله‌ای، ۹۶ مورد غارت کاروان‌ها و ۶۲ مورد غارت شهرها و روستاها. این ناآرامی‌ها در دو دههٔ اول قرن بیستم، با ازبین رفتن پایه‌های قدرت مرکزی افزایش یافت، در این دوران اسماعیل خان صولت‌الدوله قشقایی و سه نفر از بزرگان خاندان قوامی (قوام الملک) از بازیکنان اصلی در فضای سیاسی منطقه بودند. فرمانداران فارس در این دوران پیش از آنکه بتوانند به کار مهمی دست بزنند مجبور بودند که با این چند تن از بزرگان قشقایی و قوامی هماهنگ باشند و رضایت آن‌ها را بدست آورده باشند. برای نمونه مسائل مربوط به مخبرالسلطنه در سال‌های ۱۵–۱۹۱۲ و مصدق السلطنه در ۱۹۲۰ را در ادامه بخوانید. (جدول ۲).
بازگشایی کانال سوئز و هجوم کالاهای وارد شده در مسیر بندر بوشهر، شیراز و اصفهان در دهه‌های ۱۸۷۰ تا ۱۹۱۰ برای خان‌های ایل‌ها و طایفه‌های منطقه فرصت طلایی برای باجگیری و درخواست سهم به عنوان راهزن یا سارقان کاروان‌ها به وجود آورد.
مسیر شیراز-اصفهان با مرز میان ایل قشقایی و اردوگاه تابستانی ایل خمسه تلاقی داشت و مسیر نزدیک به بوشهر تحت کنترل طوایف برازجانی، تنگستانی و دشتستانی بود.
شرایط منطقه بعد از تقسیم دو طایفه در فارس با حمایت انگلستان در سال‌های ۱۲۶۸ تا ۱۳۲۵ هجری‌شمسی (۱۸۵۲–۱۹۰۷) از محمدرضا خان قوام‌الملک بسیار پیچیده شد.
انگلستان به کمک حمایت قوم‌ها امنیت و آرامش مسیر بوشهر، شیراز و اصفهان را فراهم می‌کرد. بعداً قوام‌هایی که با حمایت انگلستان مس‍ئولیت شیراز را به عهده گرفتند، بخشی از اهالی ایل خمسه بودند و به علت مسائل طایفه‌ای نمی‌توانستند با چپاول‌های ایل خمسه مانند ایل قشقایی برخورد کنند ارتباط نزدیک قوام‌ها و انگلیسی‌ها روحیه انگلیسی ستیزی در میان ایل قشقایی به وجود آورد و چندین برخورد و مقابله با نیروهای انگلیسی به وجود آورد. عدم سازش قشقایی‌ها و انگلیسی‌ها در دوران جنگ جهانی اول و دوم ادامه یافت و در آن دوران قشقایی‌ها به نفع آلمان نازی در مقابل انگلیسی‌ها ایستادند.

## انگلیسی‌ها و مسیر ترابری
در سال ۱۸۳۴، محمد شاه و در ۱۸۵۷ ناصرالدین شاه به سمت سرزمین هرات لشکرکشی کردند که هر دو بی نتیجه باقی‌ماند. انگلیسی‌ها در برابر هر دوی این لشکرکشی‌ها به سرعت واکنش نشان دادند، آن‌ها در سال ۱۸۳۴ جزیرهٔ خارک را اشغال کردند و در سال ۱۸۵۷ بوشهر و محمره (خرمشهر کنونی) را اشغال کردند و نیروهای پارسی را مجبور به عقب نشینی از هرات کردند.
در جنگ انگلیسی - پارسی سال‌های ۱۸۵۷-۱۸۵۸ نیروهای ایلیاتی در بوشهر شامل تفنگداران ایل قشقایی و مردان احمد خان تنگستانی در برابر اشغالگران انگلیسی صف آرایی کردند.
از سوی دیگر با گشایش کانال سوئز در سال ۱۸۶۹ کالاهای انگلیسی به سوی منطقه سرازیر شد و بدین وسیله تأثیر انگلیسی‌ها بر سرزمین پارس دو چندان شد. در میان دهه‌های ۱۸۷۰ تا ۱۹۱۰ توجه ویژهٔ انگلیسی‌ها در استان فارس بیشتر به حفظ امنیت در مسیر ترابری از بوشهر به سمت شیراز و اصفهان بود. مسیرهایی که از میان منطقهٔ تحت کنترل ایل قشقایی و ایلات خمسه عبور می‌کرد. بیشتر رویدادهای تاریخی که در سه دههٔ آخر حکومت قاجار در استان فارس رخ داد، همگی نتیجهٔ تنش‌ها و کشمکش‌های میان انگلیسی‌ها با فرمانداران خان‌های ایل‌ها، زمینداران، بزرگان مناطق شهری و علمای دینی بود.

## فارس به عنوان یک مرکز بازرگانی
انتقال پایتخت از شیراز به تهران باعث شد تا در اوایل دورهٔ قاجار، حاکمان از نظر سیاسی، نظامی و اقتصادی بیشتر به استان‌های شمالی سرزمین پارس توجه کنند و استان فارس که در جنوب قرار داشت در دوره‌ای مورد بی‌توجهی قرار گیرد؛ افرادی که در اوایل قرن ۱۹ به جنوب سرزمین پارس سفر کرده بودند همگی وجود تباهی و فساد را در این منطقه تأیید کرده بودند.
با این وجود گشایش کانال سوئز، همراه شد با پیشرفت‌های استفاده از ماشین بخار در دریانوردی، کاهش نرخ ترابری دریایی به دو - پنجم در طول دو دهه از ۱۸۷۰ تا ۱۸۹۰؛ از این گذشته، جنگ میان تُرک‌ها و روس‌ها میان سال‌های ۷۸-۱۸۷۷ و سیاست‌های حفاظتی روس‌ها و بستن مسیر ترابری شمال بر کالاهای خارجی همگی باعث شد تا دریافت کالاها از آذربایجان به بندر بوشهر و لنگه منتقل شود. این دگرگونی‌ها استان فارس را به محلی برای تجارت با دیگر کشورها تبدیل کرد این رویداد پس از یک دوره تباهی، برای این استان یک کامیابی نسبی محسوب می‌شد.
در اوایل دههٔ ۱۸۷۰ کشتی‌های بخار تنها ماهی یک بار به بندرهای خلیج فارس می‌آمدند درحالی که در دههٔ آخر قرن، تعداد کشتی‌های بخار که در بندرهای خلیج فارس لنگر می‌گرفتند به ۳۳۹ مورد در سال رسید که از این تعداد ۶۰ درصد آن‌ها در بندرهای بوشهر و لنگه، لنگر گرفته بودند.. در طول سال‌های ۱۸۷۴ تا ۱۸۹۵، مقدار کل صادرات و واردات از راه بندرهای خلیج فارس از ć۱٫۷ به ć۳٫۰ میلیون در سال؛ و در سال ۱۴-۱۹۱۳ به بیش از ć۴٫۵ میلیون رسید.. بوشهر که به نظر می‌آمد تنها سهمی نزدیک به یک - سوم بازرگانی سالیانهٔ خلیج فارس را داشته باشد، در بیست و پنج سال آخر قرن ۱۹ به مهم‌ترین بندر خلیج فارس تبدیل شد. تمامی این توضیح‌ها نسبت به شهر تبریز که به عنوان «مرکز بازرگانی ایران با دیگر کشورها است.» گفته شد.
مسیر عبور کاروان‌های بوشهر به اصفهان و تهران (پایتخت) از شیراز عبور می‌کرد و این بر رونق بازرگانی خارجی در شیراز می‌افزود. بازرگانی در شیراز به ویژه در ۲۵ سال آخر قرن بسیار شکوفا شد، به گونه‌ای که مجموع درآمد ناشی از صادرات و واردات در شیراز به بیش از یک میلیون پوند استرلینگ در سال رسید. در نتیجه از این پس، شیراز به عنوان یکی از دو مرکز بازرگانی کشور هم ردیف تبریز قرار می‌گرفت.
بازرگانان شیرازی به فروش تریاک، کتان، پشم، فرش، تنباکو، چرم و پوست، اسب و قاطر، میوه‌های خشک و... می‌پرداختند و در مقابل کالاهای کتانی، شکر، چای، ادویه، فلزات، رنگ، شیشه، چینی و... خریداری می‌کردند.
در دههٔ ۱۸۹۰ یک راه آبی برای کشتی‌رانی روی رودخانهٔ کارون میان شهرهای محمره (خرمشهر) و شوشتر و یک راه مال‌رو میان شوشتر و اصفهان بوسیلهٔ کمپانی لینچ (به انگلیسی: Lynch Company) ایجاد شد. به این ترتیب یک مسیر انحرافی در راه بازرگانی بوشهر - اصفهان - تهران به وجود آمده بود.

## فارس از ۱۸۹۱ تا ۱۹۲۰
در دههٔ آخر قرن ۱۹ تا دو دههٔ اول قرن ۲۰، زمانی که حکومت مرکزی بسیار ضعیف شده بود و توان خود را در کنترل استان‌ها ازدست داده بود؛ قدرت به دست بزرگان محلی و علمای دینی افتاد و این هم‌زمان شد با ناآرامی‌ها و آشفتگی‌های پی در پی در استان فارس به ویژه در دورهٔ اعتراض‌های مربوط به قرارداد توتون و تنباکو (۹۲-۱۸۹۱)، انقلاب مشروطه (۱۱-۱۹۰۵) و جنگ جهانی اول.

## جنبش تنباکو
واگذاری معامله تنباکو به شرکت تالبوت در شیراز تهران و تبریز باعث شد جنبشی قوی علیه این معاهده به وجود بیاید که تحریم تنباکو را در
پی داشت. نارضایتی از عملکرد نامناسب بانک امپریال در شهر شیراز یکی از عوامل مهم تحریم تنباکو از سوی شیرازی‌ها بود.
در انتها سید علی فال اسیری روحانی ای که در دهه ۱۸۸۰ وی و پیروانش در مقابل یهودیان در موارد متفاوت واکنش نشان داده بودند و با برانگیختن مردم آرامگاه تازه ساخته شده حافظ را تخریب کردند و احکام شرعی را در جامعه جا انداختند و این خود مقدمه‌ای برای شکل‌گیری تحریم تنباکو در شیراز بود.

## تحریم تنباکو در شیراز
تجارت تنباکو در شیراز که مرکز اصلی کشت تنباکو بود در اوایل آوریل ۱۸۹۱ تحت تأثیر واگذاری انحصاری و همچنین بسیج مردم علیه معاهده تنباکو به سرکردگی سید علی‌اکبر فال اسیری قرار گرفت. وقتی که فال اسیری در ۸ شوال ۱۳۰۸ برابر با ۱۷ مه ۱۸۹۱ به عراق تبعید شد؛ نزدیک به سه تا چهار هزار نفر مرد و زن برای اعتراض به دستور حکومت در آرامگاه شاه چراغ در شیراز تجمع کردند. در نهایت در جمادی‌الثانی سال ۱۳۰۹ برابر با دسامبر ۱۸۹۱ هنگامی که فتوای پرهیز از استفاده از تنباکو (تحریم تنباکو) که آن را به میرزا محمد حسن شیرازی مرجع تقلید شیعه نسبت می‌دهند صادر شد؛ بسیاری از پیروان او پس از این فتوا، از مصرف تنباکو خودداری کردند و موج شدیدتری از اعتراض‌ها علیه امتیاز انحصاری تنباکو شکل گرفت و آشفتگی‌ها به تهران نیز کشیده شد؛ یک ماه پس از این رویداد، امتیاز انحصاری تنباکو لغو گردید. فال اسیری در مارس ۱۸۹۲ پیروزمندانه به شیراز بازگشت.

## انقلاب مشروطه
حرص و طمع ملک منصور میرزا شعاع‌السلطنه فرزند مظفرالدین شاه و حاکم فارس در ضبط و گرفتن مالکیت روستاهای موفق و ستم در حق مردم در دوران حکومتش بر فارس در سال‌های ۱۹۰۱-۱۹۰۲ و ۱۹۰۴-۱۹۰۵ باعث شد بازاری‌ها و روحانی‌ها و مالک‌های خرد و کلان در شیراز یه انقلاب مشروطه بپیوندند..
در پاییز ۱۹۰۵ میلادی علما و افراد سرشناس فارس به شاه در مورد ستمگری‌های حاکم فارس اطلاع دادند و جنبشی علیه وی بسیج کردند. میرزاابراهیم شریف شیرازی رهبری جنبش مخالفان شیراز و سید عبدالحسین لاری رهبر ستیزه‌گر لارستان برای حمایت از جنبش به شیراز رفتند.از رجب تا شوال ۱۳۲۳/سپتامبر تا دسامبر ۱۹۰۵ بازار شیراز تعطیل شد در زمانی که قلعه نظامی به وسیله مردان مسلح محاصره شده‌بود، تجار و صنعتگران و روحانیون به آرامگاه شاهچراغ پناه بردند. در اوایل پاییز زمانی که شعاع‌السلطنه مجبور به ترک کشور شد شاه غلام‌حسین خان صاحب‌اختیار را در اواخر دسامبر برای آرام کردن فارس گسیل کرد. در همین دوران مردم کازرون در امامزاده‌ها به بست نشستند و تجار مغازه‌های خود را بستند. در فارس تعدادی از معترض‌ها کشته‌شدند و خشونت‌ها به بهبهان و برازجان و دشتستان هم کشیده شد. خان طوایف بهمائی و بویراحمدی از پرداخت مالیات سرباززدند و دزدان راه‌ها را نا امن کردند. بعد از این آشوب‌ها صاحب‌اختیار در تاریخ جون ۱۹۰۶ برکنار شد. بار دیگر بازار شیراز به عنوان اعتراض در مقابل دسیسه صولت‌السلطنه و برکنارهایش بسته شد.
از رقابت بین افراد سرشناس محلی کاسته نشد و در اکتبر ۱۹۰۷ سید عبدالحسین لاری با حمایت تفنگداران قشقایی برای مخالفت با خاندان قوام به شیراز رفتند. در مارس ۱۹۰۸ محمدرضا خان قوام‌الملک مخالف مشروطه ترور شد. از بهار ۱۹۰۸ تا ۲۳ ژوئن که محمدعلی شاه مجلس را به توپ بست و جنبش مشروطه را باز نگه داشت، فعالیت‌های مشروطه‌خواهی در شیراز رو به افزایش بود.
از سال ۱۹۰۹ سید عبدالحسین لاری در مناطق جنوب و جنوب شرقی فارس دست به شورش زد و برای لارستان قوانین تعیین کرد و این روند تا بهار ۱۹۱۵ ادامه داشت تا مخبرالسلطنه حالکم فارس حبیب‌الله خان قوام‌الملک را برای آرام کردن مناطق لارستان و جمع‌آوری مالیات‌ها به آنجا گسیل کرد..

## صولت‌الدوله
در سال ۱۹۱۱ صولت‌الدوله فرصت بازگشت به عنوان حاکم فارس را بدست‌آورد در زمانی که دوست قدیمی‌اش رضاقلی‌خان نظام‌السلطنه توانست بخش‌هایی از محدوده تحت سلطه ایل قشقایی را مالک شود. قوام‌الملک و برادرش ناصرالدوله به فرمان حاکم جدید بازداشت شدند و پس از فشارهای بسیار از سوی تهران نظام السلطنه رضایت داد تا آن‌ها را به اروپا بفرستد. در راه بوشهر تعدادی از قشقایی‌ها در نزدیکی‌شیراز به کمین نشستند و ناصرالدوله را کشتند و قوام‌الملک توانست تا فرار کند و به سفارت انگلستان پناه برد. در تابستان همان سال جنگی در استان شروع شد و شهر را احاطه کردو در بخش غربی نیروهای حاکم و قشقایی‌ها و در بخش شرقی نیروهای قوام مستقر شدند. به کمک حمایت ایل خمسه و پشتیبانی انگلیسی‌ها نظام‌السلطنه از شهر بیرون انداخته‌شد و قوام‌السلطنه به عنوان حاکم بازگشت.

## مخبرالسلطنه
در سال ۱۹۱۲ هنگامی که مخبرالسلطنه به عنوان حاکم فارس منسوب شد وی رابطه خوبی بین صولت‌الدوله و میرزا حبیب‌الله خان قوام الملک برقرار کرد. وی صلح و آرامش را برای فارس و به خصوص در مسیرهای بوشهر-شیراز-اصفهان به ارمغان آورد. وی این آرامش را به کمک همکاری خان‌های ایل‌ها و ژاندارمری بدست آورد. ژاندارمری به کمک افسران سوئدی تأسیس شده‌بود.

## جنگ جهانی اول
در طول جنگ جهانی اول، استان فارس به محل رقابت میان انگلیسی‌ها و آلمانی‌ها و کشمکش‌های بی‌رحمانهٔ دست‌نشانده‌های آن‌ها و متحدانشان در میان خان ایل‌ها تبدیل شده بود. گروه بریتانیایی متعهد شده بود تا پشتیبان حبیب الله قوامی الملک و پسرش ابراهیم خان، بخشی از ایل خمسه و خان‌های هدایت-داودی، لیراوی و خاندان شبانکاره شبانکاره باشد و آن‌ها را به رسمیت بشناسد. گروه آلمانی و هوادارانشان با سوئدی‌ها و بعضی از مقام‌های اداری پارسی در شهربانی (ژاندارمری) و متحدانشان در حزب دموکرات فارس و تعدادی از خان‌های محلی در کازرون و بوشهر، شامل ناصر دیوان کازرونی و رئیس‌علی دلواری به توافق رسیده بودند و قرار بود از آن‌ها پشتیبانی کنند. در این میان شیخ جعفر محلاتی

## شیخ جعفر محلاتی
شیخ جعفر محلاتی از روحانیان شیرازی با دادن فتوای جهاد به حمایت آلمان و عثمانی علیه متفقین به جمع کمپ آلمان پیشرو پیوست. مخبرالسلطنه هدایت در سال ۱۹۱۵ و صولت‌الدوله قشقایی در سال ۱۹۱۸ به کمپ آلمان پیوستند.

## ویلهم واسموس
ویلهم واسموس نماینده تسلیم نشدنی آلمانی که نام لاورنس را برای خود انتخاب کرده‌بود در طول جنگ جهانی اول به جمع‌آوری نیرو و ایجاد جنبش ضد انگلیسی در فارس پرداخت.
با بکار گرفتن روسی و انگلیسی ستیزی ایرانی‌ها به نفع نیروهای عثمانی و آلمانی و متحدان آن‌ها واسیموس کمپ تبلیغاتی‌ای در میان ایرانی‌ها ایجاد کرد وی حتی برای ایجاد تأثیر بیشتر مسلمان شد و نام محمد ویلهلم را انتخاب کرد و همچنین بیان اینکه نیروهای آلمان و متحدان پیروز نهایی هستند.
بعدها طوایف کمک‌های مالی و تسلیحاتی از سوی واسموس دریافت کردند. وی از نارضایتی طوایف از انگلیسی‌ها بهره جست که نتیجه‌اش اختلال‌هایی در امور فارس بود.
1. جمع آوری مالیات مرسوم از خان طوایف که برای فعالیت مدیریتی منطقه‌ای مورد نیاز بود
2. کنترل نیروهای قاچاق طوایف در تنگستان و دشتستان
3. مبارزه علیه دزدی طوایف در راه‌های بوشهر-شیراز-اصفهان [۳۵]

در ۸ اوت ۱۹۱۵ نیروهای انگلستان در بوشهر مستقر شدند و در ۱۴ سپتامبر مخبرالسلطنه از شیراز برکنارشد و حبیب‌الله قوام‌الملک به عنوان حاکم شیراز منسوب شد. بین اوت و اکتبر ۱۹۱۵ قوام‌السلطنه یک میلیون و سیصد و پنجاه‌هزار قران به عنوان حمایت از سوی دولت انگلستان دریافت کرد.
ولی در اواخر دسامبر به کمک حمایت نیروهای پیشرو آلمان ژاندارمری و دموکراتهای تندرو نیروهای انگلیسی از شیراز بیرون انداخته‌شدند و متعلقاتشان ضبط شد. در پاییز ۱۹۱۵ برخوردهای خونینی بین انگلیسی‌ها و طوایف پیشرو آلمان منطقه بوشهر رخ داد که در این دوره رئیس‌علی دلواری رئیس نیروهای ضد انگلیسی کشته شد.

## قوام‌السلطنه
در فوریه ۱۹۱۶ قوام‌الملک از سوی انگلیسی‌ها حمایت شد و عازم شیراز شد که در تصادف کشته شد. پسرش ابراهیم خان عنوان قوام‌الملک را انتخاب کرد و با رهبری طوایف مسلح پیروز شد.
و در آوریل حاکم شیراز شد. در ۱۱ نوامبر ژنرال سر پرسی سایکس برای باج‌گیری و دریافت مالیات به فارس با فرمان دوست قدیمی‌اش عبدالحسین میرزافرمانفرما حاکم فارس به شیراز گسیل شد. بعدها سایکس با صولت‌الدوله در اواخر ۱۹۱۶ به تفاهم و صلح رسید.
ضمناً در تاریخ ۲۶ ژوئن ۱۹۱۶ جنبش ضد انگلیسی برخاست که فردای آن روز سرکوب شد.
در تاریخ می ۱۹۱۸ اسماعیل خان صولت‌الدوله ریاست ایل قشقایی (به جز تیره کشکولی) را به دست گرفت و انگلیسی‌ها کنترل خود را در استان فارس از دست دادند و همچنین اقوام حامی دولت ملی(ایران) (دشتی، دشتستان، تنگستان) به مبارزه با انگلیسی‌ها پرداختند.